# Pavol Biroš
Pavol Biroš (Prešov, 1º aprile 1953 – Prešov, 13 agosto 2020) è stato un calciatore cecoslovacco, dal 1993 slovacco, di ruolo difensore, campione europeo con la Nazionale cecoslovacca nel 1976.

## Carriera
Ha giocato per lo Slavia Praga ed è sceso in campo con la maglia della Nazionale per 9 volte.

## Palmarès
- Coppa di Cecoslovacchia: 1

Sparta Praga: 1973-1974
- Coppa Piano Karl Rappan: 3

Sparta Praga: 1972, 1977, 1978
- Campionato d'Europa: 1

Jugoslavia 1976